# Süderhackstedt
Süderhackstedt település Németországban, Schleswig-Holstein tartományban. Lakosainak száma 348 fő (2023. december 31.).

## Népesség
A település népességének változása:
| Lakosok száma | 338  | 354  | 343  | 338  | 347  | 348  |
|               | 1975 | 2017 | 2019 | 2021 | 2022 | 2023 |